# Перевозчиков, Константин Иванович
Константин Иванович Перевозчиков (26 сентября 1927 — 13 сентября 1971) — передовик советского сельского хозяйства, комбайнёр совхоза «Калининский» Брединского района Челябинской области, Герой Социалистического Труда (1967).

## Биография
Родился в 1927 году в Уржумском уезде Вятской губернии в семье крестьянина.
Завершил обучение в сельской школе. С 12 лет начал трудовую деятельность. На протяжении всей Великой Отечественной войны подростком работал трактористом.
В 1958 году переехал с семьёй на освоение целинных земель в Челябинскую область совхоз «Калининский». Работал механизатором. Освоил все виды сельскохозяйственной техники, был примером для подрастающего поколения.
Указом Президиума Верховного Совета СССР от 19 апреля 1967 года за успехи в деле развития сельского хозяйства и получение высоких показателей по производству продуктов сельского хозяйства Константину Ивановичу Перевозчикову было присвоено звание Героя Социалистического Труда с вручением ордена Ленина и медали «Серп и Молот».
В конце 1960-х годов трудился бригадиром полеводческой механизированной бригады.
Воспитал шестерых детей. Супруга — Мария Андреевна Перевозчикова награждена медалями «Материнская слава» 2-й и 3-й степени.
Жил в посёлке Калининском. Умер 13 сентября 1971 года, похоронен на поселковом кладбище.

## Награды
За трудовые заслуги был удостоен:
- золотая звезда «Серп и Молот» (19.04.1967)[1]
- орден Ленина (19.04.1967)[1]
- медаль «За доблестный труд. В ознаменование 100-летия со дня рождения В. И. Ленина» (1970)[2].